# Чуванов, Михаил Иванович
Михаил Иванович Чуванов (14 октября 1890, Усады, Ступинский район — 15 апреля 1988) — русский деятель старообрядчества, библиофил, коллекционер.

## Биография
Михаил Чуванов родился 14 октября 1890 года в деревне Усады Серпуховского уезда Московской губернии в крестьянской старообрядческой семье. Окончив сельскую школу, отправился в Москву. Работал на чаеразвесочной фабрике Расторгуева на Солянке. В 1910 году поступил в типографию Рябушинского учеником наборщика. Параллельно посещал Миусские вечерние курсы для рабочих, основанные Ю. П. Назаровой. Некоторое время работал наборщиком в типографии.
В 1915 году был призван в армию. Принимал участие в Первой мировой войне. В 1918 году вернулся в Москву и вновь стал работать наборщиком в государственных типографиях. Посещал курсы по изучению истории и культуры старообрядчества в Старообрядческой народной академии. В дальнейшем дослужился до руководителя типографии.
Сблизился с книговедами и букинистами Б. С. Боднарским, С. А. Соболевским, П. П. Шибановым и другими. Был активным членом общества «Старая Москва», Общества изучения Московской области, Московского клуба экслибристов, Общества изучения русской усадьбы (главный библиограф общества), Русского библиографического общества и других.
В 1967 году стал председателем старообрядческой Преображенской общины и возглавлял её до самой смерти. Был соредактором Церковного календаря для старообрядцев. В 1974 году принимал участие в Соборе Старообрядческой Поморской Церкви в Вильнюсе. В 1977 году принимал участие во всемирной конференции «Религиозные деятели за прочный мир, разоружение и справедливые отношения между народами» в Москве. В 1982 году стал членом Высшего старообрядческого совета в Литовской ССР.
Последние годы жил в посёлке при станции Ухтомская Московской железной дороги в доме, построенном по проекту В. М. Васнецова. Умер 15 апреля 1988 года. Похоронен на Преображенском кладбище.

## Коллекция
Михаил Чуванов рано начал собирать книги. Его библиотека содержала около 600 рукописных книг, в том числе более 40 рукописей XV—XVII веков, около 300 экземпляров кириллической печатной книги XVI—XX веков. Особый предмет его интереса составляла старообрядческая литература. В библиотеке было около 3500 книг с автографами авторов. В состав коллекции Чуванова входили также рисунки, гравюры, фотографии, предметы мелкой церковной пластики, колокольчики, художественно расписанные пасхальные яйца. В конце 1970-х годов Михаил Чуванов передал древнейшую часть коллекции старопечатных и рукописных книг в Библиотеку имени В. И. Ленина. В дар библиотеке он передал и около 1200 книг по истории Москвы. Коллекцию из 75 икон XVI—XIX веков он передал в дар Музею личных коллекций.
После смерти Чуванова оставшаяся часть коллекции старопечатных и рукописных книг была приобретена Библиотекой Академии наук СССР. Собрание гражданских печатных книг XIX—XX веков с автографами писателей не сохранилось; экземпляры из него периодически появляются на книжном рынке московских антикваров-букинистов. Коллекция предметов мелкой церковной пластики, рисунков, гравюр, фотографий, колокольчиков и пасхальных яиц после смерти Чуванова была продана частным лицам.